# ماجراهای دکه سمساری
ماجراهای دکه سمساری یا سرگذشت مغازه گرو فروشی (به انگلیسی: Pawn Shop Chronicles) فیلمی است محصول سال ۲۰۱۳ و به کارگردانی وین کریمر است. در این فیلم بازیگرانی همچون پل واکر، مت دیلون، برندن فریزر، الیجا وود، وینسنت دن آفریو، پل جیمز، شای مک‌براید، نورمن ریداس، دی‌جی کوالز، لوکاس هاس، سم هنینگز، کوین رانکین، اشلی سیمپسون، مایکل کادلیتز، مارک پووینلی و مارک مک‌کالی ایفای نقش کرده‌اند.

## خلاصه داستان
از دست رفتن یک حلقه ازدواج منجر به یک درگیریه و تعقیب و گریز بین یک معتاد و چند جایزه بگیر و یک پیروِ الویس می‌شود و…